# Aeródromo Los Maitenes
El Aeródromo Los Maitenes (OACI: SCYR) es un terminal aéreo ubicado cerca de Retiro, en la Provincia de Linares, Región del Maule, Chile. Es de propiedad privada.